# Lybius rolleti
Lybius rolleti là một loài chim trong họ Lybiidae.